# Allen Island (Nunavut)
Allen Island – niezamieszkana wyspa w Archipelagu Arktycznym, w regionie Qikiqtaaluk, na terytorium Nunavut, w Kanadzie. Znajduje się u południowo-wschodnich brzegów Ziemi Baffina. W pobliżu Allen Island położone są wyspy: Enchantress Island (22,6 km), Brevoort Island (30 km), Rogers Island (31,1 km), Sterry Tower Island (32,4 km) i Sarah Island (36,2 km).